# 吴树基
吴树基（1899年—1968年），字小石，男，湖南醴陵人，中国数学家、地球物理学家，湖南大学、中南矿冶学院教授。曾任湖南省政协副主席，第三届全国人大代表。